# Daniel Mesotitsch
Daniel Mesotitsch (Villach, 1976. május 22. –) osztrák sílövő. 1997 óta foglalkozik a biatlonnal.
A világkupában 2000-ben mutatkozott be összetettben, a legjobb eredményt a 2008/2009-es szezon végén érte el, amikor a tizenharmadik helyen zárt.
2001 óta indul világbajnokságokon. Két alkalommal állhatott dobogóra, mindannyiszor az osztrák váltó tagjaként: 2005-ben a harmadik lett, 2009-ben pedig a második.
2002-ben, Salt Lake Cityben indult először olimpián, ahol egyéniben a hatvannegyedik helyen ért célba. 2006-ban, Torinóban a váltóval tizenhetedik, egyéniben pedig az ötvenkilencedik lett. 2010-ben, Vancouverben is képviselheti hazáját.

## Eredményei

### Olimpia
| Év   | Világbajnokság | Versenyszám | Versenyszám | Versenyszám   | Versenyszám | Versenyszám | Versenyszám |
| Év   | Világbajnokság | Egyéni      | Sprint      | Üldözőverseny | Tömegrajtos | Váltó       |             |
| ---- | -------------- | ----------- | ----------- | ------------- | ----------- | ----------- | ----------- |
| 2002 | Salt Lake City | 64          | ----        | ----          | ----        | ----        |             |
| 2006 | Torino         | 59          | ----        | ----          | ----        | 17          |             |
| 2010 | Vancouver      | 9           | 45          | 41            | 5           | 2           |             |

### Világbajnokság
| Év   | Világbajnokság     | Versenyszám | Versenyszám | Versenyszám      | Versenyszám | Versenyszám | Versenyszám  |
| Év   | Világbajnokság     | Egyéni      | Sprint      | Üldözőverseny    | Tömegrajtos | Váltó       | Vegyes váltó |
| ---- | ------------------ | ----------- | ----------- | ---------------- | ----------- | ----------- | ------------ |
| 2001 | Pokljuka           | ----        | ----        | ----             | ----        | 8           | ----         |
| 2003 | Hanti-Manszijszk   | 12          | ----        | ----             | ----        | 8           | ----         |
| 2004 | Oberhof            | 56          | 56          | Nem állt rajthoz | ----        | 9           | ----         |
| 2005 | Hochfilzen         | 29          | 40          | Nem állt rajthoz | ----        | 3           | ----         |
| 2007 | Antholz-Anterselva | 12          | 26          | 35               | 29          | 6           | ----         |
| 2008 | Östersund          | 60          | 49          | 31               | ----        | 4           | ----         |
| 2009 | Phjongcshang       | 20          | 29          | 24               | 25          | 2           | ----         |

### Világkupa
| Helyezés | 70 | 22 | 29 | 33 | 28 | 44 | 33 | 26 | 14 | 12 |

| 2001/02    | Pokljuka Váltó Antholz-Anterselva Egyéni                                                              | | Antholz-Anterselva Üldözőverseny                                                                      |
| 2002/03    | | | |
| 2003/04    | | | |
| 2004/05    | | | Hochfilzen Váltó (VB)                                                                                 |
| 2005/06    | | Ruhpolding Váltó                                                                                      | |
| 2006/07    | | | |
| 2007/08    | | | Pokljuka Váltó                                                                                        |
| 2008/09    | Hochfilzen Váltó Oberhof Váltó                                                                        | Hochfilzen Váltó Phjongcshang Váltó (VB)                                                              | Ruhpolding Váltó                                                                                      |
| 2009/10    | Hochfilzen Váltó Antholz-Anterselva Üldözőverseny                                                     | Antholz-Anterselva Egyéni Vancouver Váltó (O)                                                         | Östersund Váltó Ruhpolding Váltó                                                                      |
| 2010/11    | Pokljuka Egyéni                                                                                       | Hochfilzen Váltó                                                                                      | |
| 2011/12    | | | Antholz-Anterselva Váltó                                                                              |
| Összesítés | Egyéni: 2 Sprint: 0 Üldözőverseny: 1 Tömegrajtos: 0 Váltó: 4 Vegyes váltó: 0 ------------ Összesen: 7 | Egyéni: 1 Sprint: 0 Üldözőverseny: 0 Tömegrajtos: 0 Váltó: 5 Vegyes váltó: 0 ------------ Összesen: 6 | Egyéni: 0 Sprint: 0 Üldözőverseny: 1 Tömegrajtos: 0 Váltó: 6 Vegyes váltó: 0 ------------ Összesen: 7 |

- O - Olimpia és egyben világkupa forduló is.
- VB - Világbajnokság és egyben világkupa forduló is.